# Прва армија (Србија)
Прва армија је била обласна армија Војске Краљевине Србије, основана 1912. године. Учествовала је у Првом балканском рату, Другом балканском рату и Првом свјетском рату, послије кога је распуштена. Прва армија била је највећа по бројности у Војсци Краљевине Србије. Одређено вријеме армијом је заповиједао регент Александар I Карађорђевић.
Током Првог светског рата обухватала је Тимочку дивизију првог и другог позива, Моравску, Дунавску и Коњичку дивизију, под командом генерала Петра Бојовића распоређену на простору Смедеревске Паланке, Тополе, Раче, са Браничевским одредом, ојачаним Дунавском дивизијом другог позива на десној обали Дунава од Голупца до ушћа Мораве.
Одмах након предаје одговора у коме је одбијен ултиматум аустроугарске Владе од 23. јула 1914. године, српска Влада је 25. јула у 22 часа издала Указ о мобилизацији целокупне војске. Формирана је Врховна команда на челу са генералом Степом Степановићем као заступником војводе Радомира Путника. Команда се дан касније преселила у Крагујевац. У тренутку мобилизације војвода Путник је био на лечењу у аустроугарској бањи Глајхенбергу. Припреме за одбрану земље од аустроугарске агресије вршене су по његовим инструкцијама и плановима. Сви планови за рат били су израђени тако да се мобилизација и концентрација војске може урадити ефикасно и брзо и без Путниковог физичког присуства. Путников план мобилизације, функционисао је савршено тако да су сви борачки делови мобилисани за 4—6 дана, а неборачки за 6—12 дана. Мобилисано је 11 пешадијских дивизија првог и другог позива, једна коњичка дивизија и трупе трећег позива — укупно око 450.000 људи и 500 топова.
Српска врховна команда је инсистирала на одбрани, чекајући да се неповољна војна и политичка ситуација, промени. Процењено је да Србији од суседа Грчке и Румуније не прети опасност, што није био случај са Бугарском и Албанијом. Српско дипломатско представништво у Софији, упозорило је своју Владу да су Бугари у Македонији организовали антисрпски комитски покрет и да планирају да пресеку железничку пругу Ниш — Солун. Албанци на југу, такође су вребали прилику за антисрпске акције.
Српска војна команда није знала у почетку којим правцем ће ићи главни аустроугарски напад. Било је неопходно предупредити изненађења и ударе „с леђа”. Стога је почетни оперативни план изражен директивом врховне команде, на чијем челу је био регент Александар Карађорђевић, као врховни командант, војвода Радомир Путник начелник штаба Врховне команде и помоћник начелника генерал Живојин Мишић, од 8. августа 1914. предвиђали су концентрацију снага у три армије.
Српска Прва армија обухватала је Тимочку дивизију првог и другог позива, Моравску, Дунавску и Коњичку дивизију, под командом генерала Петра Бојовића распоређену на простору Смедеревске Паланке, Тополе, Раче, са Браничевским одредом, ојачаним Дунавском дивизијом другог позива на десној обали Дунава од Голупца до ушћа Мораве, са командом у Пожаревцу.